# Gozdów (powiat kolski)
Gozdów – wieś w Polsce położona w województwie wielkopolskim, w powiecie kolskim, w gminie Kościelec.
W latach 1975–1998 miejscowość administracyjnie należała do województwa konińskiego.

## Informacje ogólne
Miejscowość położona jest 3 km na zachód od centrum Koła, na północ od drogi krajowej nr 92 łączącej Warszawę z Poznaniem. Wieś bezpośrednio styka się z miastem Koło, granica przebiega wzdłuż ulicy Kazimierza Wielkiego.

## Ruiny zamku
W granicach administracyjnych Gozdowa znajdują się ruiny gotyckiego zamku. Warownia została wybudowana w ostatnich latach panowania króla Kazimierza Wielkiego, jeszcze przed 1362 rokiem. Była typową gotycką fortecą, ale też siedzibą starostów kolskich. Zamek był odwiedzany przez królów polskich, a od 1433 r. odbywały się w nim zjazdy wielkopolskiej szlachty. Warownia podupadła już w XVI wieku. Do naszych czasów dotrwały jedynie ruiny budowli – fragmenty zewnętrznych murów, fundamenty wieży bramnej i dolna część drugiej wieży. Położone nad rzeką Wartą ruiny są dziś celem letnich wycieczek nie tylko turystów, ale również mieszkańców okolic.